# حلوق (حزم العدين)

تعديل مصدري - تعديل

حلوق محلة تابعة لقرية الغولة، التابعة لعزلة الاجعوم بمديرية حزم العدين إحدى مديريات محافظة إب في الجمهورية اليمنية، بلغ تعداد سكانها 48 حسب تعداد اليمن لعام 2004.